# Nesjøen
Nesjøen er en kunstig sø i Nea-Nidelvvassdraget som ligger i bjergområdet Sylan i Tydal kommune i Trøndelag fylke i Norge. Nesjøen blev til ved at Nea blev opdæmmet og Neamoserne lagt under vand. Trondheim Energiverk fik koncession i 1968 og udbygningen var fuldført i 1971. Ved opdæmningen blev Nesjøen sammen med Esandsjøen et stort vandmagasin på 340 millioner m³. Nesjøen har et afvandingsområde på 712 km².

## Eksterne kilder og henvisninger
1. ↑  Norges vassdrags- og energidirektorat NVE

- Om Nesjøen på Store Norske Leksikon